# 格盧霍耶湖
格盧霍耶湖（白俄羅斯語：Глухое）是白俄羅斯的湖泊，屬於斯特拉恰河流域，由明斯克州負責管轄，長0.1公里、寬0.08公里，面積0.01平方公里，海拔高度181米，平均水深2.5米，最大水深5米。